# Комокс
Комокс (Comox, Comox-Sliammon, K’omoks, Sliammon) — вымирающий прибрежно-салишский язык, на котором говорит народ комокс, проживающий на северном побережье реки Пауэлл острова Ванкувер штата Британская Колумбия в Канаде. Имеет два диалекта: островной комокс, связанный с группой индейцев комокс, и континентальный комокс, связанный с канадскими индейскими народами слиаммон, клахус и хомалко. Все говорят на континентальном диалекте, а у островного не осталось носителей. Некоторые этнические группы говорят на английском языке.
Алфавит на латинской основе: a, æ, aw, ay, ɔ, č, č̓, e, ɛ, ə, əw, əy, g, gʸ, h, i, ɩ, ǰ, k, k̓, kʷ, k̓ʷ, kʸ, k̓ʸ, l, l̓, ɬ, ƛ, ƛ̓, m, m̓, n, n̓, o, ɔy, p, p̓, q, q̓, qʷ, q̓ʷ, s, š, t, t̓, θ, tᶿ, t̓ᶿ, u, ʊ, w, w̓, χ, χʷ, xʷ, y, y̓, ʔ.